# Halterofilismo nos Jogos Paralímpicos de Verão de 2012 - Até 75 kg masculino
A disputa da categoria até 75 kg masculino foi realizada no dia 3 de setembro no Complexo ExCel, em Londres.

## Medalhistas
| Ouro   | IRI Ali Hosseini    |
| Prata  | EGY Mohamed Elelfat |
| Bronze | CHN Hu Peng         |

## Formato de competição
Os atletas foram divididos em dois grupos. Os atletas do grupo A, favoritos a medalha, competem depois dos atletas do grupo B. Cada atleta tem 3 tentativas para efetuar um movimento válido. Uma quarta tentativa será permitida apenas se o atleta tiver a intenção de quebrar um recorde mundial ou paralímpico, no entanto, essa quarta tentativa não contará para o resultado final. Se houver empate entre dois ou mais atletas, prevalecerá aquele que tiver a menor massa corporal.

## Recordes
| Recorde mundial     | 240,0 kg | CHN Zhang Haidong | Sydney, Austrália | 26 de outubro de 2000 |
| Recorde paralímpico | 240,0 kg | CHN Zhang Haidong | Sydney, Austrália | 26 de outubro de 2000 |

Nenhum recorde foi quebrado nesta competição.

## Resultados
| Pos.   | Atleta                    | Grupo | Massa corporal (kg) | Tentativas (kg) | Tentativas (kg) | Tentativas (kg) | Tentativas (kg) | Resultado (kg) |
| Pos.   | Atleta                    | Grupo | Massa corporal (kg) | 1               | 2               | 3               | 4               | Resultado (kg) |
| ------ | ------------------------- | ----- | ------------------- | --------------- | --------------- | --------------- | --------------- | -------------- |
| Ouro   | IRI Ali Hosseini          | A     | 73,87               | 216,0           | 220,0           | 225,0           | –               | 225,0          |
| Prata  | EGY Mohamed Elelfat       | A     | 73,62               | 213,0           | 219,0           | 224,0           | –               | 219,0          |
| Bronze | CHN Peng Hu               | A     | 72,17               | 205,0           | 213,0           | 213,0           | –               | 213,0          |
| 4      | RUS Sergei Sychev         | A     | 73,20               | 213,0           | 213,0           | 213,0           | –               | 213,0          |
| 5      | GRE Gkremislav Moysiadis  | A     | 72,38               | 183,0           | 188,0           | 190,0           | –               | 188,0          |
| 6      | POL Wawrzyniec Latus      | A     | 73,86               | 183,0           | 183,0           | 189,0           | –               | 183,0          |
| 7      | JPN Hajime Ujiro          | B     | 74,65               | 176,0           | 180,0           | 180,0           | –               | 180,0          |
| 8      | MAS Mariappan Perumal     | B     | 74,11               | 170,0           | 170,0           | 170,0           | –               | 170,0          |
| 9      | MDA Stefan Rosca          | B     | 73,88               | 160,0           | 167,0           | 170,0           | –               | 167,0          |
| 10     | PNG Timothy Harabe        | B     | 74,00               | 160,0           | 160,0           | 164,0           | –               | 160,0          |
| 11     | ARG Jose David Coronel    | B     | 74,06               | 140,0           | 145,0           | 150,0           | –               | 150,0          |
| 12     | AFG Mohammad Fahim Rahimi | B     | 70,94               | 120,0           | 120,0           | 127,0           | –               | 127,0          |
| —      | TJK Parviz Odinaev        | A     | 74,91               | 183,0           | 183,0           | 183,0           | –               | —              |

Legenda
| Recorde mundial      | Recorde mundial (World record)               |                       | Recorde africano                      | Recorde africano (African) |                                           | Q | Classificado por posição (Qualified) |
| Recorde paralímpico  | Recorde paralímpico (Paralympic record)      | Recorde da América    | Recorde da América (Americas)         | q                          | Classificado por melhor tempo (Qualified) |   |                                      |
| Melhor marca do ano  | Melhor marca do ano (World leading)          | Recorde asiático      | Recorde asiático (Asian)              | DNS                        | Não largou (Did not start)                |   |                                      |
| Recorde nacional     | Recorde nacional (National record)           | Recorde europeu       | Recorde europeu (European)            | DNF                        | Não terminou (Did not finish)             |   |                                      |
| Recorde pessoal      | Recorde pessoal do atleta (Personal best)    | Recorde da Oceania    | Recorde da Oceania (Oceania)          | DSQ / DQ                   | Desclassificado (Disqualified)            |   |                                      |
| Recorde da temporada | Recorde da temporada do atleta (Season best) | Recorde sul-americano | Recorde sul-americano (South America) | NM                         | Sem marca (No mark)                       |   |                                      |